# Archambaud VII de Bourbon
Archambaud VII de Bourbon, né en 1095 et mort en 1171, est seigneur de Bourbon de 1120 à sa mort.

## Biographie
Il est le fils d'Aymon II, seigneur de Bourbon, dit Vaire-Vache et d'Adelinde de Nevers.
Il naît avant 1095. 
Il prête serment avec son père en 1108 en présence de Louis VI et par son entremise, de protéger le prieuré de Saint-Pourçain.
Il épouse Agnès de Maurienne (dite de Savoie) (v. 1103-v. 1180), fille du comte Humbert II de Maurienne (dit de Savoie), belle-sœur du roi Louis VI de France en 1115.
Les rapports entre les seigneurs de Bourbon et le roi deviennent alors excellents et Archambaud VII accompagne Louis VII lors de la Deuxième Croisade. 
Leur bonne entente est encore accentuée lorsque l'Aquitaine devient un fief du roi d'Angleterre après son union avec Aliénor d'Aquitaine.
Il succéda sans difficultés à son père en 1120. 
Archambaud VII ménage le prieuré de Souvigny qui lui prête des fonds et tente en vain de prendre le contrôle de ceux de Saint-Pourçain-sur-Sioule et de Naves, à la limite de l'Auvergne et du Berry. Il contrôle toutefois à partir de 1169 le château de Montaigut-en-Combraille qui lui permet de contourner Montluçon. L'année de sa mort, il occupe également Bellenaves et Charroux et doit se reconnaître vassal d'Henri Ier de Champagne pour ses domaines d'Hérisson, d'Ainay-le-Château, d'Huriel, d'Épineuil et de Saint-Désiré. Il meurt en 1171, deux ans après son fils homonyme et héritier.
Après sa mort, sa veuve Agnès se retire à l'Abbaye de Fontevraud où elle finit ses jours.

## Postérité
Archambaud VII et son épouse ont deux enfants :
- Agnès de Bourbon (1120 - ?), qui épouse Eblé IV, seigneur de Charenton-du-Cher vers 1136 ;
- Archambaud (1140 - 1169), qui épouse Alix de Bourgogne dont il a une fille : Mathilde.